# Alberto Barbolani di Montauto
Alberto Barbolani di Montauto (Arezzo, 26 novembre 1804 – Roma, 29 ottobre 1857) è stato un patriarca cattolico e funzionario italiano al servizio della Santa Sede.

## Biografia
Nato ad Arezzo, dopo gli studi intraprese la carriera ecclesiastica. Fu ambasciatore segreto di Sua Santità e nominato cameriere segreto. Dal 1842 al 1845 fu abbreviatore apostolico. Nel 1846 fu nominato sottodatario della Dataria Apostolica e allo stesso tempo ottenne l'incarico di segretario della Congregazione Lauretana e della Visita apostolica. Fu consultore della Congregazione per gli affari ecclesiastici straordinari.
Per volere di papa Pio IX fu nominato patriarca titolare di Antiochia e consacrato dal pontefice nella Cappella Paolina del Quirinale il 6 luglio 1856, assistito dall'arcivescovo Alessandro Macioti e dal vescovo Giuseppe Palermo. Allo stesso tempo ottenne la nomina di Elemosiniere di Sua Santità.
Morì il 29 ottobre 1857 all'età di 52 anni, prima di ottenere la nomina cardinalizia.

## Genealogia episcopale
La genealogia episcopale è:
- Cardinale Scipione Rebiba
- Cardinale Giulio Antonio Santori
- Cardinale Girolamo Bernerio, O.P.
- Arcivescovo Galeazzo Sanvitale
- Cardinale Ludovico Ludovisi
- Cardinale Luigi Caetani
- Cardinale Ulderico Carpegna
- Cardinale Paluzzo Paluzzi Altieri Degli Albertoni
- Papa Benedetto XIII
- Papa Benedetto XIV
- Cardinale Enrico Enriquez
- Arcivescovo Manuel Quintano Bonifaz
- Cardinale Buenaventura Córdoba Espinosa de la Cerda
- Cardinale Giuseppe Maria Doria Pamphilj
- Papa Pio VIII
- Papa Pio IX
- Patriarca Alberto Barbolani di Montauto